# Vincenzo Caraffa
Pour les articles homonymes, voir Carafa.
Pour les autres membres de la famille, voir Famille Carafa.
Le serviteur de Dieu Vincenzo Caraffa (ou Carafa), né le 5 mai 1585 à Andria, dans l'actuelle province de Barletta-Andria-Trani, dans les Pouilles, alors dans le royaume de Naples et décédé le 6 juin 1649 à Rome, est un prêtre jésuite italien du XVIIe siècle. Auteur d'ouvrages spirituels, il devint, en 1645, le septième préposé général de la Compagnie de Jésus.

## Formation et enseignement
Vincenzo Caraffa appartient à la famille de la noblesse napolitaine des comtes de Montorio et est apparenté au pape Paul IV (Gian Pietro Caraffa). Il entre au noviciat des Jésuites le 4 octobre 1604 non sans avoir à subir l'opposition de sa famille à son projet.
En 1616 au terme de sa formation comme Jésuite il devient professeur de philosophie au collège napolitain puis dirigera la maison professe de la Compagnie de Jésus à Naples. Il sera maître des novices de la province de Naples entre 1620 et 1625. Il devient provincial de cette région par la suite.

## Ses œuvres
Vincenzo Caraffa publiera au cours de sa vie 6 traités de vie spirituelle.
En 1635, Fascetto di Mirra (Flacon de myrrhe), le plus connu, est publié et fut traduit en plusieurs langues. Il s'agit d'une réflexion spirituelle basée sur sa contemplation des souffrances du Christ. Ses autres ouvrages ascétiques, tels que Cammino del Cielo (1641), Cittadino del Cielo (1643), Itinerario per l'altra vita (1643), Il Peregrino della terra (1645) et Il Serafino (1646) furent écrits sous le pseudonyme de Aloysius Sidereus.

## Supérieur général
Vincenzo Caraffa fut élu en 1645 à l'âge de soixante ans Supérieur général des Jésuites et mourut quatre ans plus tard.
À part sa correspondance officielle, le seul écrit qui reste, fut la lettre qu'il adressa à tous les jésuites : De mediis conservandi primævum spiritum Societatis (Sur les moyens de conserver l'esprit initial de la Compagnie).
Son court mandat coïncida avec le début de la controverse avec les théologiens jansénistes et l'affrontement avec Juan de Palafox, évêque de Puebla au Mexique, à propos des privilèges et exceptions obtenus du Pape par les Jésuites regardant l'évangélisation des peuples indigènes du Mexique.
Un grand scandale se produisit en Espagne en raison de l'échec des spéculations commerciales d'un frère coadjuteur, et en France à propos de l'apostasie publique d'un prêtre et sa conversion au calvinisme ; mais le martyre d'hommes comme Isaac Jogues, Jean de Brébeuf, Neville et d'autres au Canada et en Angleterre fut la confirmation que l'ancienne ferveur de la Compagnie n'avait pas diminué. Il promut la confrérie de la Mort (Bona Mors), à l'origine une œuvre jésuite napolitaine à l'ensemble de la Compagnie.
Sa réputation de sainteté fit que, après sa mort, on attribua à son intercession des faveurs reçues du Ciel et la cause de sa béatification fut bientôt ouverte. Elle semble abandonnée depuis 1693.

## Écrits
- Cammino del cielo, ouero Prattiche spirituali del padre Luigi Sidereo della Compagnia di Giesù, Rome, éd. Domenico Manelfi, l'année du jubilé 1650;
- Fascetto di mirra ouero Considerationi sopra le piaghe di Christo. Del padre Luigi Sidereo della Compagnia di Giesu, Rome, éd. Lodouico Grignani, 1638;
- Camino del cielo, Aloysii Siderei, Naples, ed. Giacomo Gaffaro, 1641;
- Itinerario per l'altra vita, cauato da gl'esercitii spirituali dati nella Congregatione de' Caualieri sotto il titolo della natiuita della beata Vergine. Nella Casa Professa della Compagnia di Giesu' di Napoli. Anno 1643, Naples, éd. Gaffaro, 1643;
- Cittadino del cielo ouero celeste conversatione del padre Luigi Sidereo della Compagnia di Giesù, In Roma, per Domenico Manelfi, 1650;
- Il peregrino della terra, ouero Apparecchio per la buona morte composto dal p. Luigi Sidereo della Compagnia di Giesù parte prima, Rome, éd. Domenico Manelfi, 1650;
- Il Serafino ouero scuola del santo amore del padre Luigi Sidereo della Compagnia di Giesù. Parte prima, Rome, appresso Domenico Manelfi, 1650;

## Sources
- (en) (en)  Cet article contient des extraits traduits d'un article de la Catholic Encyclopedia dont le contenu se trouve dans le domaine public.